# 流氓校長
（中國大陸劇名《鐵漢校長》），是2010年元寶國際影像製作的台灣偶像劇，由李㼈、吳孟達、曾之喬、黃鴻升、太保、張本渝等人主演。2010年12月3日於中視首播，也正式宣告中視加入「週五戲劇時段」收視率戰局。

## 演員陣容

### 主要角色
| 角色   | 演員   | 關係／暱稱／簡介 |
| 江上   | 吳孟達 | 人稱上爺，江湖飄的父親，是組織裡的上一代頭目。原本個性兇狠的他，因為有點老人痴呆反而變的個性很像櫻桃小丸子裡的爺爺，容易滿足、也容易感動，常常有會被遺棄的恐慌。為此，他甚至每天會到學校作義務的校工，好貼近人群。                                                                         |
| 江湖飄 | 李㼈   | 一個背景讓人排斥，遇事卻只為別人不為自己著想的好人！一個雖置身黑道，卻仍保有古代義氣風骨的俠士！不過～行的是他自我所認定的「義」。对女儿总是服服貼貼的。 |
| 江晴美 | 曾之喬 | 觀光管理系四年級學生，江湖飄的女兒，大家都叫她日文名字「HARUMI」。深愛著拓海。 |
| 高武雄 | 申東靖 | 豪邁，一臉凶像。是江湖飄的得力助手，專門為飄哥處理公司「金融放款」的相關催討業務。AKA："TAKE" |
| 高文雄 | 祝釩剛 | 外型高大壯碩、斯文，是高武雄的弟弟。 原本為江湖飄在「公司」裡的智囊文膽，但當江湖飄擔任校長一職後，便成為了江湖飄的校長秘書。總是安靜的在江湖飄身邊分析狀況，並給予適當的意見。他還是領有執照的合格律師，專攻商業法與公司法。                                                              |
| 王勇   | 太保   | 車廠老闆，拓海的阿公，人稱勇伯。 |
| 王拓海 | 黃鴻升 | 從小就由修車師傅的外公獨自撫養長大的他，自然而然的也耳濡目染地對「車」和「機械」產生很大的興趣，雖然學業超優，但他卻不喜歡浪費時間在書本上，他所有的時間和專注力都擺在熱衷的修車和競速賽車上，夢想有朝一日能成為職業賽車手。                                                               |
| 常有希 | 王予柔 | 觀光管理系四年級學生，長相清秀，身材高窕姣好。在同學眼中，她是個滿腦子只想著要怎麼賺錢的女孩子。源自於她那貧困的家庭，還有一個患有先天性心臟病的弟弟，為了讓弟弟可以活下去，她積極為弟弟排隊等候換心。                                                                                     |
| 林喬伊 | 張本渝 | 加拿大某大學準博士肄業，專攻古希臘悲劇。以滿腔的熱情回國投身教育界，但卻發現她所念的學校並未受到國內承認，這樣的學歷讓她無法成為大學任教的老師，沒有舞台一展長才。 |
| 徐敏珊 | 蔡閨   | 護理老師兼心理輔導老師及保健室護士，除了擅長於護理工作之外，心理學更是她的長項，有著一見著對方就不由自主而且自以為是，完全不聽被分析者解釋，不能停止地碎碎唸分析對方心理行為的習慣。 |
| 鄭遨翔 | 楊少文 | 智立管理學院的副校長，英文名字縮寫「CAS」。外表雖是光鮮亮麗、一表人才，但暗地裡卻是永遠在自私的盤算如何獲取對自己最大的利益！平時總是把自己當作校長似看待，他總想著要在四十不惑之年，從「副」校長晉陞為「鄭」(正)校長                                                                      |
| 蕭國立 | 王夢麟 | 警察。當初剛出警校時，滿腔熱血的他，一心想破件大案子，好揚名立萬，不料卻陰錯陽差的鬧烏龍、抓錯人，而他抓的人就是江湖飄！從此他被打入冷宮，調進檔案室。從他調職後，蕭國立就無時無刻不盯著江湖飄，總想找證據將他繩之於法，好立功調回刑事組。也因為這樣的緣故，讓他跟鄭副校長合作，各取所需。 |

### 其他角色
| 角色   | 演員   | 關係／暱稱／簡介                               | 登場     |
| 忠哥   | 姜榮峰 | 黑道小弟                                       | 1,10~12  |
| 海大富 | 花太郎 | 觀光管理系四年級學生                           | 2~11     |
| 曾正典 | 陳藍杰 | 觀光管理系四年級學生，電腦高手                 | 2~11     |
| 張恩喜 | 張曉慈 | 觀光管理系四年級學生                           | 2~11     |
| 王荳荳 | 王煒詞 | 觀光管理系四年級學生                           | 2~11     |
| 金俊三 | 周子森 | 觀光管理系四年級學生                           | 3~7      |
| 柯菩提 | 馬念先 | 任課老師                                       | 3~9      |
| 江河龍 | 黃建群 | 黑道老大，外號白龍，上爺之大兒子，江湖飄之大哥 | 10~12    |
| 陳璽安 | 張世賢 | 車行黑手                                       | 9，11~12 |

### 客串角色
| 角色   | 演員             | 關係／暱稱／簡介             | 登場  |
| 伍校長 | 陳博正           | 智立管理學院的老校長，已過世 | 1     |
| 師母   | 孟庭麗           | 伍校長的老婆                 | 1     |
| 拓海母 | 楊閔             |                              | 2     |
| 金亮斗 | 劉亮佐           | 小三父，新聞主播             | 3,4,6 |
| 小三母 | 丁寧             |                              | 3,4,6 |
| 正典父 | 吳廷宏(北原山貓) |                              | 8     |
| 正典母 | 陳瑩             |                              | 8     |
| 小江上 | 楊震震           |                              |       |

## 電視劇歌曲
| 曲別   | 歌名     | 演唱者             | 作詞               | 作曲   |
| 片頭曲 | 攻心計   | Lollipop@F、陳妍希 | 敖犬、小色、陳妍希 | 李慈農 |
| 片尾曲 | 複製人   | 黃鴻升             | Fun4               | Fun4   |
| 插曲   | 只是朋友 | 張克帆             | 張克帆、漢漢       | 鴉片丹 |
| 插曲   | 小樹     | 梁心頤             | 梁心頤、黃凌嘉     | 張傑   |
| 插曲   | 胡椒與鹽 | 梁心頤             | 梁心頤             | 張傑   |
| 插曲   | 竹籬笆   | 梁心頤             | Ann                | 盧家宏 |

## 收視率

### 中視首播收視率
| 播映日期                                                                                  | 集數     | 平均收視 | 收視排名 | 備註               |
| ----------------------------------------------------------------------------------------- | -------- | -------- | -------- | ------------------ |
| 2010年12月3日                                                                             | 1        | 0.58     | 3        | 播放120分鐘        |
| 2010年12月10日                                                                            | 2        | 0.48     | 3        | 續接30分鐘幕後花絮 |
| 2010年12月17日                                                                            | 3        | 0.68     | 3        | 續接30分鐘幕後花絮 |
| 2010年12月24日                                                                            | 4        | 0.79     | 3        | 續接30分鐘幕後花絮 |
| 2010年12月31日，中視因播出跨年特別節目《心High起義 守歲狂歡 100年跨年晚會》，暫停播出一次 |          |          |          |                    |
| 2011年1月7日                                                                              | 5        | 0.59     | 3        | 續接30分鐘幕後花絮 |
| 2011年1月14日                                                                             | 6        | 0.50     | 3        |                    |
| 2011年1月21日                                                                             | 7        | 0.47     | 3        |                    |
| 2011年1月28日                                                                             | 8        | 0.52     | 3        |                    |
| 2011年2月4日                                                                              | 9        | 0.38     | 3        |                    |
| 2011年2月11日                                                                             | 10       | 0.35     | 3        |                    |
| 2011年2月18日                                                                             | 11       | 0.28     | 3        |                    |
| 2011年2月25日                                                                             | 12       | 未公布   | -        | 完結篇             |
| 平均收視                                                                                  | 平均收視 | 0.51     | -        | -                  |

- 同時段節目：民視《新兵日記》、台視《犀利人妻》、華視《無敵玉玲瓏 ／海派甜心／換換愛／亞洲最強STAGE》
- 資料來源：凱絡媒體週報

## 製作團隊
- 監製：彭澤惠
- 製作人：賴勛彪、王夢麟
- 導演：明金成
- 編審：張志群
- 製作公司：元寶國際影像股份有限公司

- 總策畫：何麗娟
- 副導：王文妏、劉玲均
- 場記：林素妤
- 現場執行：吳傳儀、蔡文麟、許政德
- 製作助理：張中格、蔡仁傑
- 攝影師：劉恩傑
- 攝影組：鄧偉、唐兆輝
- 燈光師：吳信賢
- 燈光助理：涂贊祥
- 美術指導：王詩蕙
- 道具陳設：米奇、黃嘉緯
- 片頭動畫：洋果影像工作室、AMIGO
- 造型顧問：蔡閨
- 服務造型：黃筱妍
- 梳化妝：陳威君、家伶、媺臻
- 場務：小如
- 後製導演：許秋影
- 剪接
  - A-time視覺工作室：蘇佩玉、溫明龍
- 後製器材：豆子創意
- 混音錄音：胖哥、Archer
- 編曲：賴彥妤、何思穎
- 花絮側拍：金常泰
- 主視覺設計
  - 中視工程部視覺中心：梁緯圖、劉穎錚
- 行銷公關：廖祐德、程芳倩、陳盈紡、吳思漢、林至祥、劉欣芸、張書瑜
- 專案企劃：王維彬
- 版權行銷：蘇培森
- 行政統籌：郭甡良
- 行政協力：吳宗展

## 作品的變遷
| 中視數位台 每週五 22:00 - 23:30               | 中視數位台 每週五 22:00 - 23:30               | 中視數位台 每週五 22:00 - 23:30          |
| --------------------------------------------- | --------------------------------------------- | ---------------------------------------- |
|                                               | 流氓校長 （2010年12月3日－2011年2月25日）     |                                          |
| 中視FUN電影 （2010年11月5日－2010年11月26日） | 太陽花（重播） （2011年3月4日－2011年6月6日） |                                          |
| 新加坡 星和都會台 每週一至週五 22:00 - 23:00  |                                               |                                          |
| 我的完美男人 （2011年7月6日－2011年8月2日）   | 鐵漢校長 （2011年8月3日－2011年8月31日）      | 旋風管家 （2011年9月1日－2011年9月28日） |